# Kardemir Karabükspor
Kardemir Demir Çelik Karabükspor Kulübü je turecký fotbalový klub z města Karabük, který působí v turecké lize Süper Lig. Klub byl založen v roce 1969 a svoje domácí utkání hraje na stadionu Dr. Necmettin Şeyhoğlu Stadyumu s kapacitou 7 593 diváků. Klubové barvy jsou červená a modrá.

## Známí hráči
- Youssef Haraoui
- Sead Halilović
- Sanjin Pintul
- Senad Repuh
- Hadis Zubanović
- Emmanuel Emenike
- Florin Tene
- Ali Yavaş
- Burak Özsaraç
- Erdoğan Yılmaz
- Hakan Ünsal
- Hasan Vezir
- İbrahim Kaş
- İbrahim Üzülmez
- Selami Sarı
- Tarık Daşgün
- Vedat İnceefe
- Zafer Özgültekin